# رجل كعك الزنجبيل
رجل كعك الزنجبيل أو كُعَيكات الزنجبيل بسكويت أو كعيكة خبز الزنجبيل وتكون على صورة إنسان أو أشياء أخرى حسب الموسم.

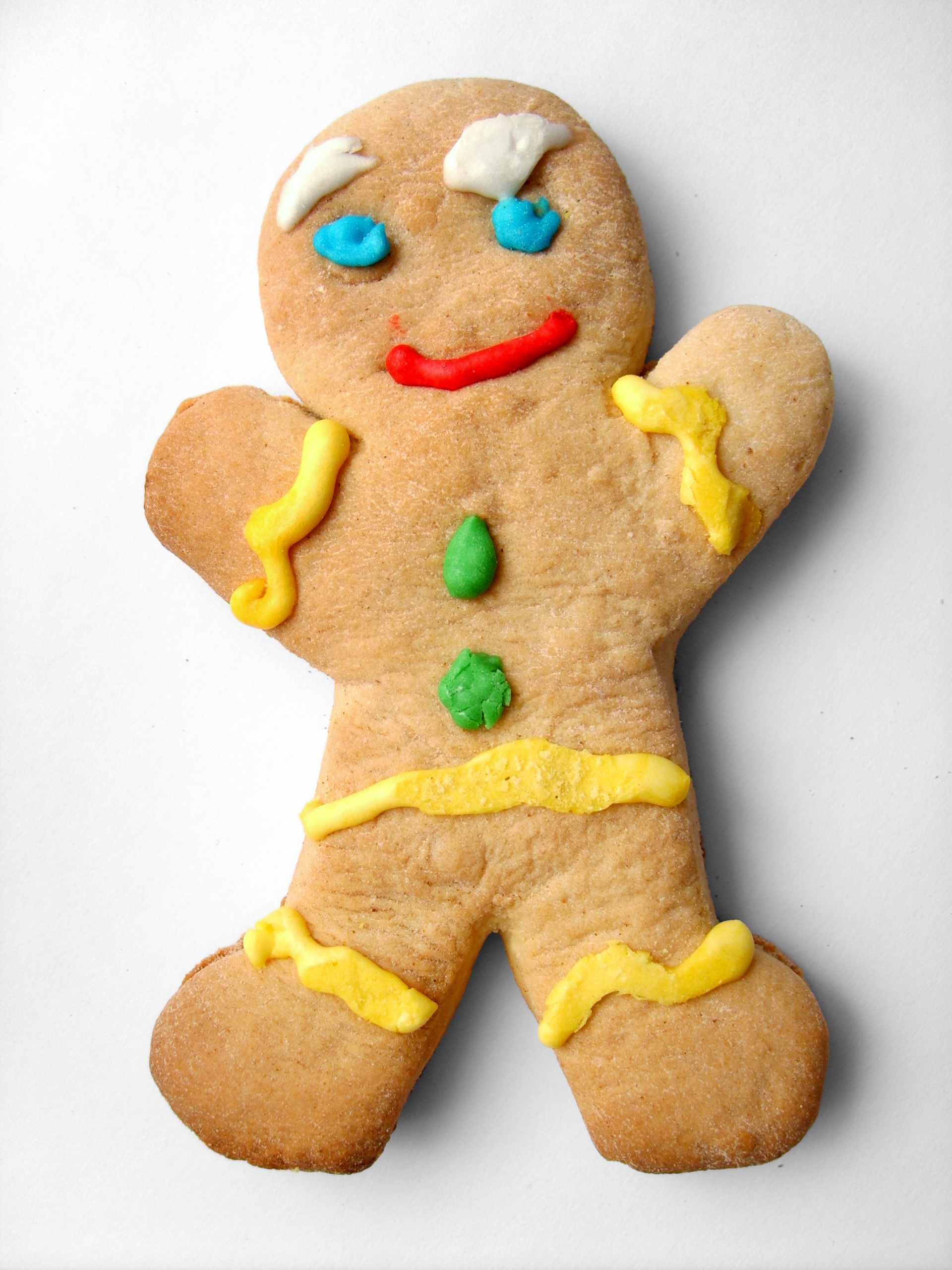
رجل كعك الزنجبيل مع زينة

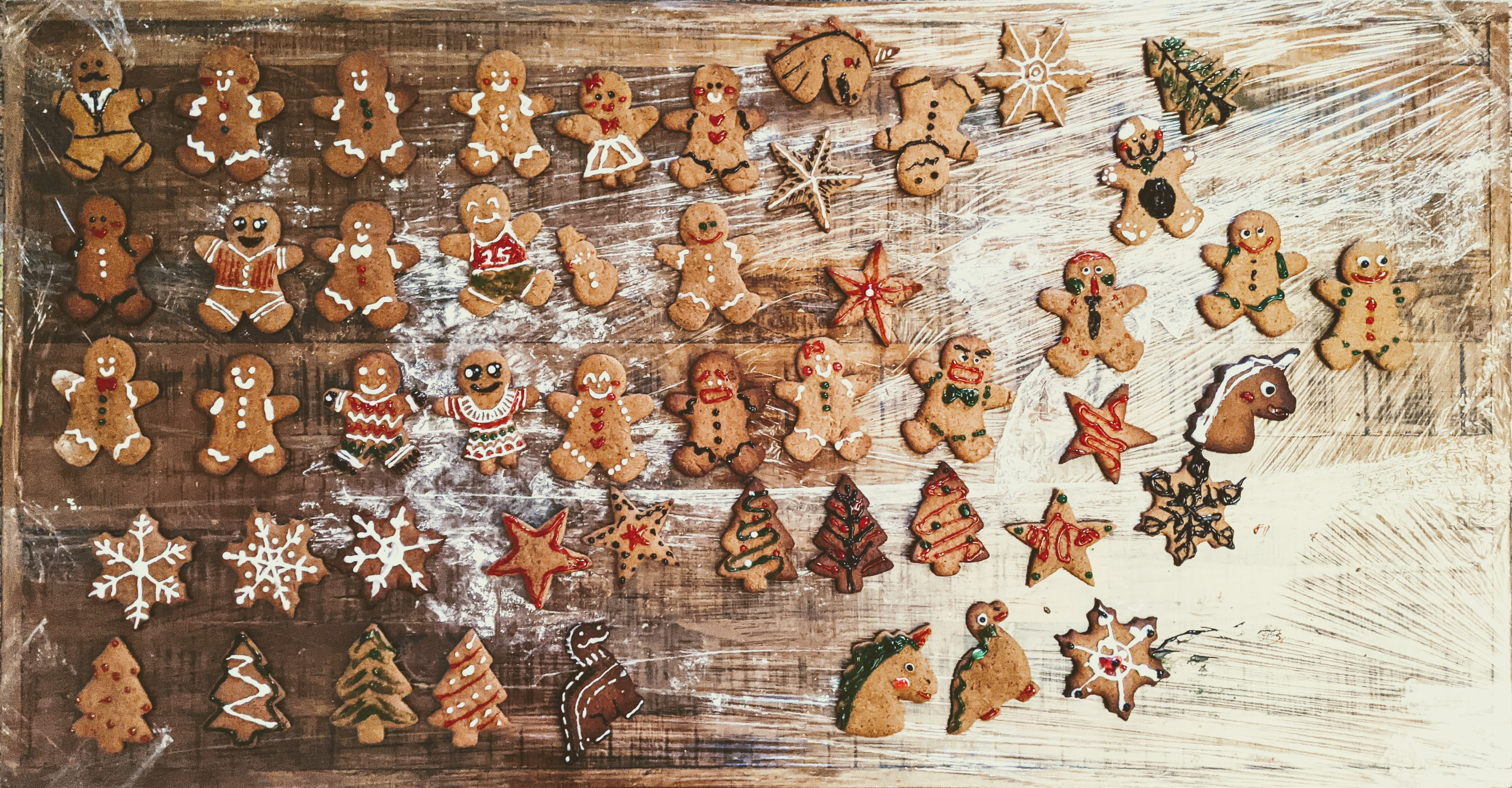
مجموعة من رجال كعك الزنجبيل الطازج بقرب مجموعة من الزخارف

يعود تاريخ كعك الزنجبيل إلى القرن الخامس عشر وأما الخَبز التصويري ففي القرن السادس عشر.  كانت أول حالة موثقة لكعك الزنجبيل على شكل شخصية في محكمة إليزابيث الأولى ملكة إنجلترا. كان لديها أشكال كعك الزنجبيل التي صنعت وقدمت على غرار بعض ضيوفها المهمين مما جلب الشكل البشري لكعيكات الزنجبيل.  